# Jemadar
Jemadar var en ämbetstitel i Mogulriket och en militär grad i Ostindiska Kompaniets armé i Indien och i den Brittisk-indiska armén.

## Moghulriket
Jemadar var titeln på en hövitsman i tjänst hos en zamindar.

## Militär grad
I Brittiska Ostindiska kompaniets armé var jemadar en indisk löjtnant. I brittisk-indiska armén var jemadar en Viceroy's Commissioned Officer, det vill säga en officer med högre grad än det indiska underbefälet och manskapet, men lägre grad än de brittiska officerarna. I dagens indiska och pakistanska arméer är graden jemadar ersatt med graden naib subedar, en Junior Commissioned Officer, det vill säga en officer med högre grad än en underofficer, men med lägre grad än en officer. 